# Christian Brando
Christian Devi Brando (Los Angeles, 11 maggio 1958 – Los Angeles, 26 gennaio 2008) è stato un attore e criminale statunitense, noto per essere stato il primo figlio dell'attore Marlon Brando.

## Biografia

### L'infanzia e l'adolescenza
Nacque nel 1958, primo figlio dell'attore Marlon Brando e della sua prima moglie Anna Kashfi. Il nome Christian fu voluto dal padre, in onore del suo più grande amico Christian Marquand, che lo diresse nel film Candy e il suo pazzo mondo. I genitori si sposarono pochi mesi più tardi, ma neanche un anno dopo erano già separati. Il piccolo Christian fu oggetto di una battaglia legale tra il padre e la madre durata 13 anni, fino al 1971, quando il padre riuscì ad ottenere la custodia del figlio. Anni prima la madre Anna Kashfi era riuscita ad ottenere l'affidamento del figlio, ma a causa della sua forte dipendenza dall'alcol venne ritenuta non in grado di prendersene cura (le continue reazioni incontrollabili della madre sotto l'effetto dell'alcool segnarono per sempre l'infanzia di Christian). Nel 1971 Christian venne così affidato al padre Marlon Brando, e quest'ultimo lo portò a vivere con sé a Los Angeles.
Un giorno del 1972, appena uscito da scuola, il ragazzo fu rapito dalla madre Anna che lo affidò a due hippy che lo portarono in Messico. La Kashfi aveva promesso a entrambi una somma di 10.000 dollari per tenerlo un po' con loro, con l'unico obiettivo di cercare vendetta nei confronti dell'ex marito Marlon. La donna però, non disponendo della somma promessa ai due, vide l'ostilità di questi quando chiese di riavere suo figlio. Anna Kashfi cadde così sempre più nella depressione e nella dipendenza dall'alcool. Marlon Brando, all'epoca in Europa sul set di Ultimo tango a Parigi, gestì l'intera situazione al telefono. Pagò due investigatori privati per ritrovare il figlio, missione che riuscì perfettamente (anche se il piccolo rimarrà fortemente provato da quell'esperienza, probabilmente a causa degli abusi sessuali perpetrati su di lui). Durante l'adolescenza Christian abbandonò il liceo e cominciò a lavorare, svolgendo vari mestieri tra i quali il taglialegna, il pescivendolo, il muratore e il macellaio. All'età di 22 anni il padre gli acquistò una capanna dove il giovane si dedicò all'attività di scultore, continuando a vivere insieme a suo padre. In questo periodo iniziò a far uso di ingenti quantità di sostanze stupefacenti, tra cui l'LSD che sarà la principale causa dei suoi disturbi mentali.
Nel 1981 si sposò con Mary McKenna ma il matrimonio si concluse nel 1987, dopo sei anni. Fece alcune piccole apparizioni anche al cinema. La sua interpretazione più ricordata è quella nel film La posta in gioco girata in Italia e diretto da Sergio Nasca.

### L'omicidio di Dag Drollet
La sera del 16 maggio 1990, Christian uccise con un colpo di pistola Dag Drollet, il fidanzato della sorellastra Cheyenne, nel salotto della villa di suo padre Marlon a Beverly Hills. Drollet era fidanzato da quattro anni con Cheyenne, la quale era incinta di lui da 8 mesi. Pochi giorni prima Christian era tornato a Los Angeles da Tahiti per far visita a Cheyenne, la quale si trovava in California con la madre per trascorrere alcuni giorni con il padre, alloggiando entrambe nella casa di Brando. La sera dell'omicidio, Christian e Cheyenne avevano cenato in un ristorante, e la sorella gli aveva rivelato di essere stata picchiata da Dag. In una prima versione, Christian dichiarò alla polizia che quella sera si trovava in stato di ubriachezza, quando era andato a casa del padre e vi aveva trovato Drollet che guardava la tv sul divano. Christian affermò che lui e Drollet ebbero una colluttazione con in mano la pistola, quando accidentalmente partì un colpo.
Al processo la versione di Christian non resse. Suo padre Marlon Brando tenne un discorso di circa un'ora in sua difesa, dichiarando, fra l'altro: «Ho fallito come padre. Sono pronto per le conseguenze». Cheyenne non si presentò al processo, e addirittura venne ricoverata in una struttura psichiatrica (pochi mesi dopo si scoprirà che la ragazza era schizofrenica). Alla fine il giudizio non fu neanche tanto severo, infatti Christian verrà condannato a 10 anni per omicidio premeditato, ma ne sconterà solo 5. Nel 1995, pochi mesi prima del suo rilascio, Cheyenne, dopo due tentativi falliti, si suicidò impiccandosi nella casa della madre.

### La relazione con Deborah Presley e la morte
Uscito dal carcere, Christian cercò di rifarsi una vita, ma inutilmente. Continuò a bere e a far uso di stupefacenti. Verso la fine degli anni novanta cominciò una relazione con Bonnie Lee Bakley, una donna dalla vita turbolenta che aveva già avuto ben nove mariti. La donna rimase incinta: in un primo momento Christian decise di chiamare il figlio "Christian Shannon Brando", ma poi si scoprirà che il bambino era figlio dell'attore Robert Blake, che successivamente sposò Bonnie Lee, al suo decimo matrimonio. Il 4 maggio 2001 a Los Angeles, Bonnie Lee venne uccisa a colpi di pistola. In un primo momento venne accusato il marito Robert Blake, che però alla fine della vicenda venne assolto. Christian si rifiutò sempre di testimoniare. 
Il primo matrimonio di Brando con la truccatrice Mary McKenna terminò senza acrimonia nel 1987 dopo sei anni; si erano incontrati per la prima volta quando avevano entrambi dieci anni. Il 16 ottobre 2004, a Las Vegas, Brando sposò Deborah Presley, un’attrice che aveva affermato di essere la figlia illegittima di Elvis Presley. Il matrimonio durò poco tempo e Christian ne ottenne l’annullamento nel dicembre 2004. (22 milioni di dollari). Christian non smise mai di accusare problemi psichici. Infatti nel 2005 Deborah lo denunciò per maltrattamenti, percosse e minacce di morte.
Al processo, Christian dichiarò che era stata la Presley a fare irruzione nella sua casa e che lui l'aveva picchiata perché lei voleva l'annullamento del loro matrimonio. Brando fu anche mandato in un centro di riabilitazione dalla droga e dall'alcool, ma i tentativi dei medici furono vani. Il processo però non vedrà mai la fine a causa della morte di Christian, che morì il 26 gennaio 2008 a causa di una polmonite fulminante. Secondo la stampa italiana la sua morte conclude una tragica serie di eventi denominata La maledizione dei Brando, caratterizzata dalle precedenti morti della sorella Cheyenne, e di suo padre Marlon.